# You Stole the Sun from My Heart
You Stole the Sun from My Heart is de derde single van het muziekalbum This Is My Truth Tell Me Yours van de Welshe alternatieverockband Manic Street Preachers uit 1999.

## Overzicht
De tekst gaat over bassist Nicky Wires hekel aan toeren. De titel van het nummer wordt bijna tien jaar later genoemd in de tekst van een Manics-single uit 2007, Your Love Alone Is Not Enough.

## Tracks

### Cd 1
1. "You Stole the Sun from My Heart" - 4:20
2. "Socialist Serenade" - 4:14
3. "Train in Vain" (Live) - 3:17

### Cd 2
1. "You Stole the Sun from My Heart" - 4:20
2. "You Stole the Sun from My Heart (David Holmes Remix)"
3. "You Stole the Sun from My Heart (Mogwai Remix)"

### Cassette
1. "You Stole the Sun from My Heart"
2. "If You Tolerate This Your Children Will Be Next" (Live)